# (17776) Troska
(17776) Troska (1998 FF3) – planetoida z pasa głównego asteroid okrążająca Słońce w ciągu 3,92 lat w średniej odległości 2,48 j.a. Odkryta 22 marca 1998 roku.